# Florence Crowley
Florence „Flor“ Crowley (irisch Flaithrí Ó Cruadhlaoich; * 27. Dezember 1934 in Bandon, County Cork; † 16. Mai 1997 ebenda) war ein irischer Politiker der Fianna Fáil. Crowley war von 1965 bis 1977 und von 1981 bis 1982 Teachta Dála (Abgeordneter) im Dáil Éireann und von 1977 bis 1981 und von 1982 bis 1983 Mitglied im Seanad Éireann. 
Crowley spielte in seiner Jugend erfolgreich Rugby und arbeitete als Auktionator. Bei der Nachwahl für den verstorbenen Dan Desmond im Wahlkreis Cork Mid im Jahr 1965 gelang es ihm nicht – wenn auch nur knapp –, in den Dáil einzuziehen. Er wurde jedoch bei den Wahlen zum Dáil Éireann 1965 gewählt und konnte den Sitz auch bei den Wahlen 1969 und 1973 halten. Bei den Wahlen 1977 verlor er den Sitz, wurde aber stattdessen über die Industrie- und Gewerbeliste in den Seanad gewählt. Bei den Wahlen zum Dáil Éireann 1981 konnte er seinen Sitz wieder erringen, den er jedoch nur bis Februar 1982 halten konnte, weil er bei den Wahlen im November 1982 nicht genügend Stimmen erringen konnte. Auch im Seanad Éireann konnte er im Februar 1983 keinen Sitz erreichen.
Florence Crowley war mit Sally verheiratet, mit der er sechs Kinder hatte, darunter auch Brian Crowley, früheres Mitglied des Europaparlaments.